# Engenho Pacheco
O Engenho Pacheco é um bem histórico estadual tombado e é uma antiga fabrica de cachaça artesanal localizada no rio Furo Grande no município brasileiro de Abaetetuba (estado do Pará).

## História
A partir da produção e comercio da cachaça que ocorreu o desenvolvimento da cidade de Abaetetuba, que recebeu o título de “Terra da Cachaça”, pois na havia diversos engenhos de cachaça localizados na porção insular da região, que eram as rotas por onde passavam os navegadores portugueses na época da colonização do Pará. A partir do século XVI em diante, pelas quais escoavam muitos produtos extraídos da região. Foi nesse contexto social que prevaleceu a estrutura econômica baseada em dois fatores: engenhos de cachaça e, sistema de aviamento; instituído como um sistema de crédito que induziu à progressiva monetarização da economia amazônica, que era essencialmente de escambo até então.
Mas a falta continuo de investimento na indústria, cuja maquinário se desgastou, além da entrada no mercado municipal de produtos de outros estados oferecidos por um preço mais barato, influenciou diretamente na produção local, começando então a sua degradação. Que também mostra o descaso com a preservação do patrimônio e o esquecimento da memória, pois são moendas, caldeiras e uma infinidade de materiais abandonados nas matas e nas margens dos rios de Abaetetuba.
O Engenho Pacheco é propriedade de Jurandir Correa Pacheco e Adalgisa Pacheco, que em fevereiro de 2010, foi tombado pelo Departamento de Patrimônio do Estado do Pará.